# Siculish
Il Siculish è il fenomeno linguistico che ha portato alla sicilianizzazione di parole e frasi della lingua inglese da parte di immigrati siciliani e calabresi negli Stati Uniti d'America nella prima metà del XX secolo, per necessità linguistiche o per ottenere un effetto umoristico.

## Fenomeno linguistico
Con il termine Siculish si intendono i fenomeni di interferenza e interazione tra le parlate siciliane e la lingua inglese da parte di coloro che parlano siciliano negli USA. Si tratta di un fenomeno riscontrabile soprattutto nello stato di New York. Siculish è una parola macedonia creata per indicare fenomeni di code switching tra il siciliano e l’angloamericano, dunque il cambio di lingua all'interno della stessa frase. Alcune volte il Siculish è stato usato per sicilianizzare i toponimi geografici americani abitati da comunità sicule: così, Bensonhurst divenne "Bensinosti", New York si trasformò in "Nova Jorca" e Brooklyn in "Brucculinu".
Altre forme di Siculish si sono inoltre sviluppate in comunità di immigrati siciliani all'interno di altri Paesi anglofoni come Canada e Australia. Le sorprendenti similitudini tra queste forme sono dovute a movimenti transnazionali di emigranti o, molto più probabilmente, da logici adattamenti dell'inglese a norme linguistiche del siciliano.
Lo scrittore Leonardo Sciascia, nel racconto La zia d'America (contenuto nella raccolta "Gli zii di Sicilia"), utilizza alcune "sicilianizzazioni" di termini inglesi (come ad esempio la parola storo, utilizzata per indicare il negozio, dall'inglese store) ma non è chiaro se si tratti di vero Siculish o di invenzioni di Sciascia.

## PseudoSiculish
Alcuni immigrati di seconda generazione confondono sovente il vero siciliano con parole Siculish. Questo accade soprattutto con parole che hanno con l'inglese un'assonanza di suono e significato a causa di una derivazione linguistica comune, ossia quella del normanno del periodo medievale. 
Ad esempio, hanno una comune origine la parola trubbulu (autenticamente siciliana)  e trouble ("problema"); damaggiu e damage ("danno"); raggia e rage ("rabbia"); attruppicari e to trip ("inciampare").

## Esempi
Ecco alcuni esempi di Siculish:
- beccasu, 'bakka'usu, da back e house ("sala da bagno")
- bissinissi o bisinissa da business ("affare", "giro d'affari")
- bossu da boss ("boss")
- carru dall'incontro dell'inglese car col siciliano carru ("automobile")
- cciànza da chance ("possibilità")
- dràiu-uè da drive way ("vialetto d'ingresso alle case")
- ferri-bottu da ferry boat ("traghetto")
- friggitèra da fridge ("frigorifero") (dal francese "frigidaire")
- giobbu o giobba da job ("lavoro", "impiego")
- iàrda da yard ("giardino", "prato")
- minnistritti da main street ("corso principale")
- nepichina da napkin ("tovagliolo") (detta anche survietta o subbietta dal francese "serviette")
- oppìzional da optional ("opzionale")
- rifrigiurera da refrigerator ("congelatore")
- sciabbula da shovel ("vanga")
- scrìma da ice cream ("gelato")
- sellu da cellar ("cantina")
- tichetta o tìchiti da ticket ("biglietto, multa")
- truccu da truck ("camion")
- tupicu da toothpick ("stuzzicadenti")
- bega da bag (busta, busta di plastica")
- bildingu da building ("palazzo")
- pulissman da policeman ("poliziotto")
- ruffu da roof ("tetto")
- trotta da trout ("trota, pesce")[senza fonte]
- barbachiu da barbecue ("griglia")
- sciaua da shower ("fare la doccia")
- trabbuli da trouble ("guai")